# نارون قرمز
نارون قرمز (در متون طب سنتی دردار و شجرة البق) (نام علمی:  Ulmus rubra) نام یک گونه از سرده نارون است.